# Lúcio Vécio Paulo
Lúcio Vécio Paulo (em latim: Lucius Vettius Paulus) foi um senador romano nomeado cônsul sufecto para o nundínio de maio a junho de 81 com Tito Júnio Montano.